# Епископ пожаревачко-браничевски Хризостом
Хризостом (световно име Љубисав Војиновић; Салаковац, 15. јун 1911 — Пожаревац, 24. септембар 1989) је био епископ пожаревачко-браничевски.

## Биографија
Током 1947. изабран је за викарног епископа моравичког и хиротонисан у Саборној цркви у Београду.
Године 1951. изабран је за епископа будимског, али због тадашњих политичких прилика није уопште устоличен. По смрти епископа браничевског Венијамина 1952. године, изабран је за епископа браничевског.
Године 1958. изабран је за уредника „Православног мисионара“, кога уређује наредних 25 година.
Његово најпознатије дело је књига „Тихи глас“, која представља записе о његовим утисцима са путовања у Свету гору, његове беседе и проповеди по којима је био познат.
На његову иницијативу враћене су мошти Св. кнеза Лазара у његову задужбину манастир Раваницу.
Преминуо је, након дуге и тешке болести, 24. септембра 1989. године, а сахрањен је, по сопственој жељи, у порти Саборне цркве у Пожаревцу.

## Галерија
- гроб епископа Хризостома у порти пожаревачке Саборне цркве